# Кокоша, Максим Николаевич
Макси́м Никола́евич Коко́ша (укр. Максим Миколайович Кокоша; род. 9 августа 1983, Киев) — украинский пловец, специалист по плаванию вольным стилем. Выступал на международном уровне за сборную Украины в первой половине 2000-х годов, победитель и призёр национальных первенств, рекордсмен страны, участник летних Олимпийских игр в Афинах.

## Биография
Максим Кокоша родился 9 августа 1983 года в городе Киеве Украинской ССР. Проходил подготовку в плавательной секции киевского «Динамо» под руководством тренера Владимира Вороны.
Дебютировал на взрослом международном уровне в сезоне 2003 года, когда вошёл в основной состав украинской национальной сборной и побывал на чемпионате мира по водным видам спорта в Барселоне, где стартовал в программе эстафеты 4 × 200 метров вольным стилем. Также, будучи студентом, выступил на Всемирной Универсиаде в Тэгу — прошёл здесь в финальную стадию, но попасть в число призёров не смог.
Благодаря череде удачных выступлений удостоился права защищать честь страны на летних Олимпийских играх 2004 года в Афинах — в эстафете 4 × 200 метров вольным стилем совместно с Сергеем Фесенко, Сергеем Адвеной и Дмитрием Вереитиновым показал двенадцатое время в стартовом квалификационном заплыве и не прошёл в финал.
После афинской Олимпиады Кокоша остался в составе плавательной команды Украины и продолжил принимать участие в крупнейших международных соревнованиях. Так, в 2005 году он дошёл до финала на Универсиаде в Измире и выступил в эстафете 4×200 метров вольным стилем на чемпионате мира в Монреале, где, хоть и не попал в финал, установил со своей командой рекорд Украины в данной дисциплине — показал время 7:21,42.